# Álbuns número um na Dance/Electronic Albums em 2013
Este anexo lista os álbuns que alcançaram a primeira posição na Dance/Electronic Albums no ano de 2013. A tabela é publicada semanalmente pela revista Billboard e classifica as vendas físicas e digitais dos discos de música eletrônica e dance nos Estados Unidos a partir de dados recolhidos pela Nielsen SoundScan.

## Histórico
| Data            | Álbum                  | Artista          | Vendas aproximadas | Referências   |
| --------------- | ---------------------- | ---------------- | ------------------ | ------------- |
| 5 de janeiro    | Wild Ones              | Flo Rida         | N/A                | [ 2 ]         |
| 12 de janeiro   | Wild Ones              | Flo Rida         | N/A                | [ 3 ]         |
| 19 de janeiro   | Wild Ones              | Flo Rida         | N/A                | [ 4 ]         |
| 26 de janeiro   | Wild Ones              | Flo Rida         | N/A                | [ 5 ]         |
| 2 de fevereiro  | Wild Ones              | Flo Rida         | N/A                | [ 6 ]         |
| 9 de fevereiro  | Anything in Return     | Toro y Moi       | N/A                | [ 7 ]         |
| 16 de fevereiro | Blow The Roof          | Flux Pavilion    | N/A                | [ 8 ]         |
| 23 de fevereiro | Wild Ones              | Flo Rida         | N/A                | [ 9 ]         |
| 2 de março      | Ultra Dance 14         | Vários artistas  | N/A                | [ 10 ]        |
| 9 de março      | Lindsey Stirling       | Lindsey Stirling | N/A                | [ 11 ]        |
| 16 de março     | Amok                   | Atoms for Peace  | 50 mil             | [ 12 ] [ 13 ] |
| 23 de março     | Amok                   | Atoms for Peace  | N/A                | [ 14 ]        |
| 30 de março     | Amok                   | Atoms for Peace  | N/A                | [ 15 ]        |
| 6 de abril      | Amok                   | Atoms for Peace  | N/A                | [ 16 ]        |
| 13 de abril     | Amok                   | Atoms for Peace  | N/A                | [ 17 ]        |
| 20 de abril     | The North Borders      | Bonobo           | N/A                | [ 18 ]        |
| 27 de abril     | Overgrown              | James Blake      | N/A                | [ 19 ]        |
| 4 de maio       | Free the Universe      | Major Lazer      | N/A                | [ 20 ]        |
| 11 de maio      | #willpower             | will.i.am        | 29 mil             | [ 21 ] [ 22 ] |
| 18 de maio      | #willpower             | will.i.am        | 9 mil e 300        | [ 23 ] [ 24 ] |
| 25 de maio      | Haunted House          | Knife Party      | N/A                | [ 25 ]        |
| 1º de junho     | Haunted House          | Knife Party      | N/A                | [ 26 ]        |
| 8 de junho      | Random Access Memories | Daft Punk        | 339 mil            | [ 27 ] [ 28 ] |
| 15 de junho     | Random Access Memories | Daft Punk        | 93 mil             | [ 29 ] [ 30 ] |
| 22 de junho     | Random Access Memories | Daft Punk        | 62 mil             | [ 31 ] [ 32 ] |
| 29 de junho     | Random Access Memories | Daft Punk        | 48 mil             | [ 33 ] [ 34 ] |
| 6 de julho      | Random Access Memories | Daft Punk        | 40 mil             | [ 35 ] [ 36 ] |
| 13 de julho     | Random Access Memories | Daft Punk        | 31 mil             | [ 37 ] [ 38 ] |
| 20 de julho     | Random Access Memories | Daft Punk        | 28 mil             | [ 39 ] [ 40 ] |
| 27 de julho     | Random Access Memories | Daft Punk        | 23 mil             | [ 41 ] [ 42 ] |
| 3 de agosto     | Random Access Memories | Daft Punk        | N/A                | [ 43 ]        |
| 10 de agosto    | Random Access Memories | Daft Punk        | N/A                | [ 44 ]        |
| 17 de agosto    | Random Access Memories | Daft Punk        | N/A                | [ 45 ]        |
| 24 de agosto    | Random Access Memories | Daft Punk        | N/A                | [ 46 ]        |
| 31 de agosto    | Random Access Memories | Daft Punk        | N/A                | [ 47 ]        |
| 7 de setembro   | Random Access Memories | Daft Punk        | N/A                | [ 48 ]        |
| 14 de setembro  | Random Access Memories | Daft Punk        | N/A                | [ 49 ]        |
| 21 de setembro  | Random Access Memories | Daft Punk        | N/A                | [ 50 ]        |
| 28 de setembro  | Atmosphere             | Kaskade          | 19 mil             | [ 51 ]        |
| 5 de outubro    | True                   | Avicii           | 50 mil             | [ 52 ] [ 53 ] |
| 12 de outubro   | Get Wet                | Krewella         | 27 mil             | [ 54 ]        |
| 19 de outubro   | True                   | Avicii           | N/A                | [ 55 ]        |
| 26 de outubro   | True                   | Avicii           | N/A                | [ 56 ]        |
| 2 de novembro   | True                   | Avicii           | N/A                | [ 57 ]        |
| 9 de novembro   | True                   | Avicii           | N/A                | [ 58 ]        |
| 16 de novembro  | Recharged              | Linkin Park      | 33 mil             | [ 59 ]        |
| 23 de novembro  | Matangi                | M.I.A.           | 14 mil             | [ 60 ]        |
| 30 de novembro  | Artpop                 | Lady Gaga        | 258 mil            | [ 61 ]        |
| 7 de dezembro   | Artpop                 | Lady Gaga        | 46 mil             | [ 62 ] [ 63 ] |
| 14 de dezembro  | Artpop                 | Lady Gaga        | 116 mil            | [ 64 ] [ 65 ] |
| 21 de dezembro  | Artpop                 | Lady Gaga        | N/A                | [ 66 ]        |
| 28 de dezembro  | Artpop                 | Lady Gaga        | N/A                | [ 67 ]        |